# Kernfäule
Unter Kernfäule leidet ein, meist lebender, Baum, wenn er von parasitischen oder saprophytischen Pilzen befallen ist, die einen Baum aushöhlen können, indem sie dessen Kern zersetzen. Der Beginn der Kernfäule liegt meist in unnatürlichen Verfärbungen des Reifholzes (Farbkern, Falschkern). Die Sporen des Pilzes können über die Wurzeln oder Verletzungen in das Innere des Baumes eindringen. Die Zerstörung beginnt im Mark und schreitet Richtung Splintholz zackenförmig vor. Das Splintholz wird vom Pilz in der Regel aber nicht angegriffen, da es eine zu hohe Holzfeuchtigkeit für die Pilze aufweist. Die Pilze zersetzen das Kernholz mit Hilfe von Enzymen, welche die Kernstoffe abbauen. Die Normung beschäftigt sich in der DIN EN 844-10 und der DIN EN 1311 mit Fäule am Holz. Durch Kernfäule besteht erhöhte Windbruchgefahr.

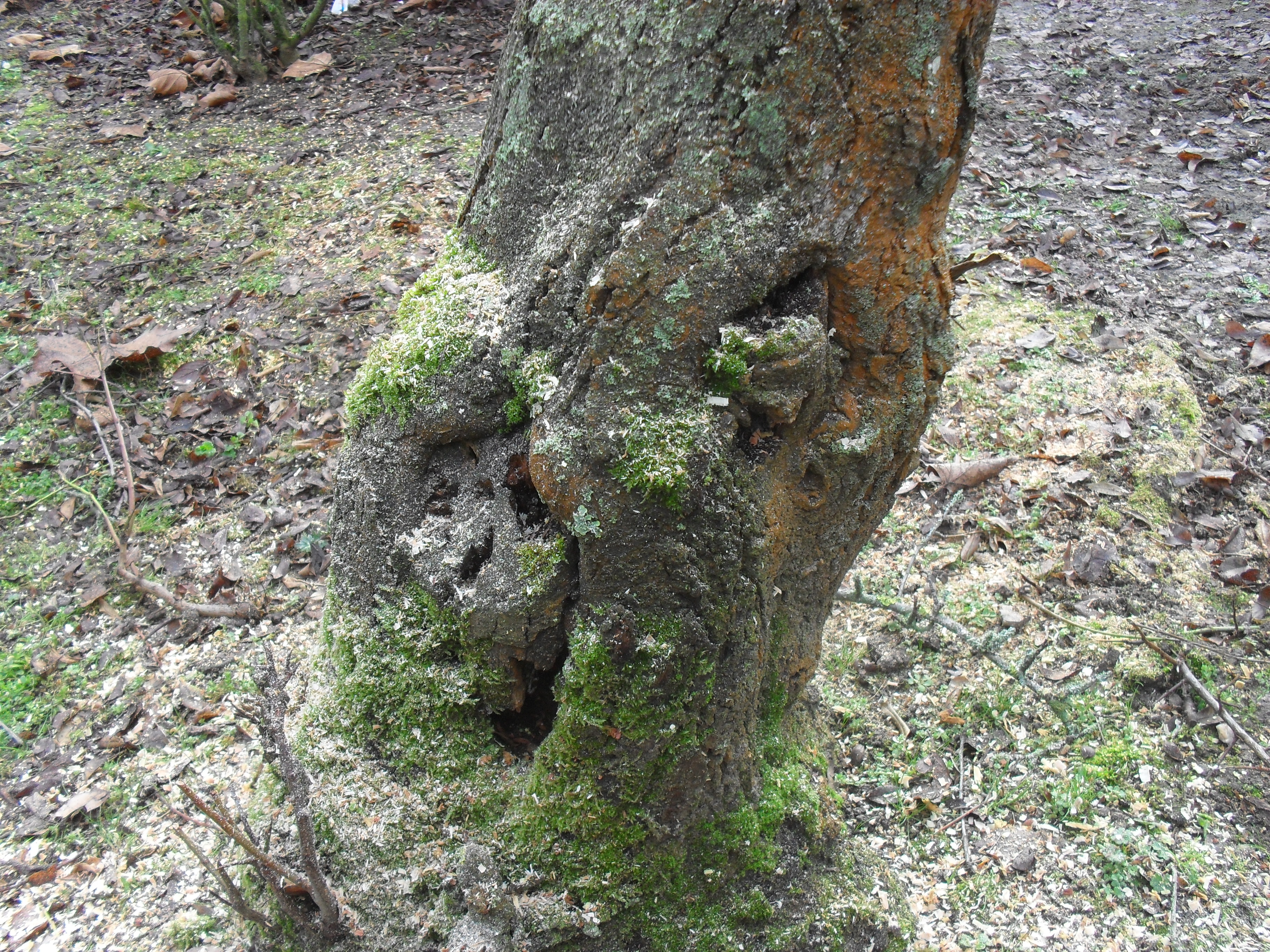
Prunus mit von Pilzkrankheiten befallener Rinde und Eintrittspforten für Erreger der Kernfäule.
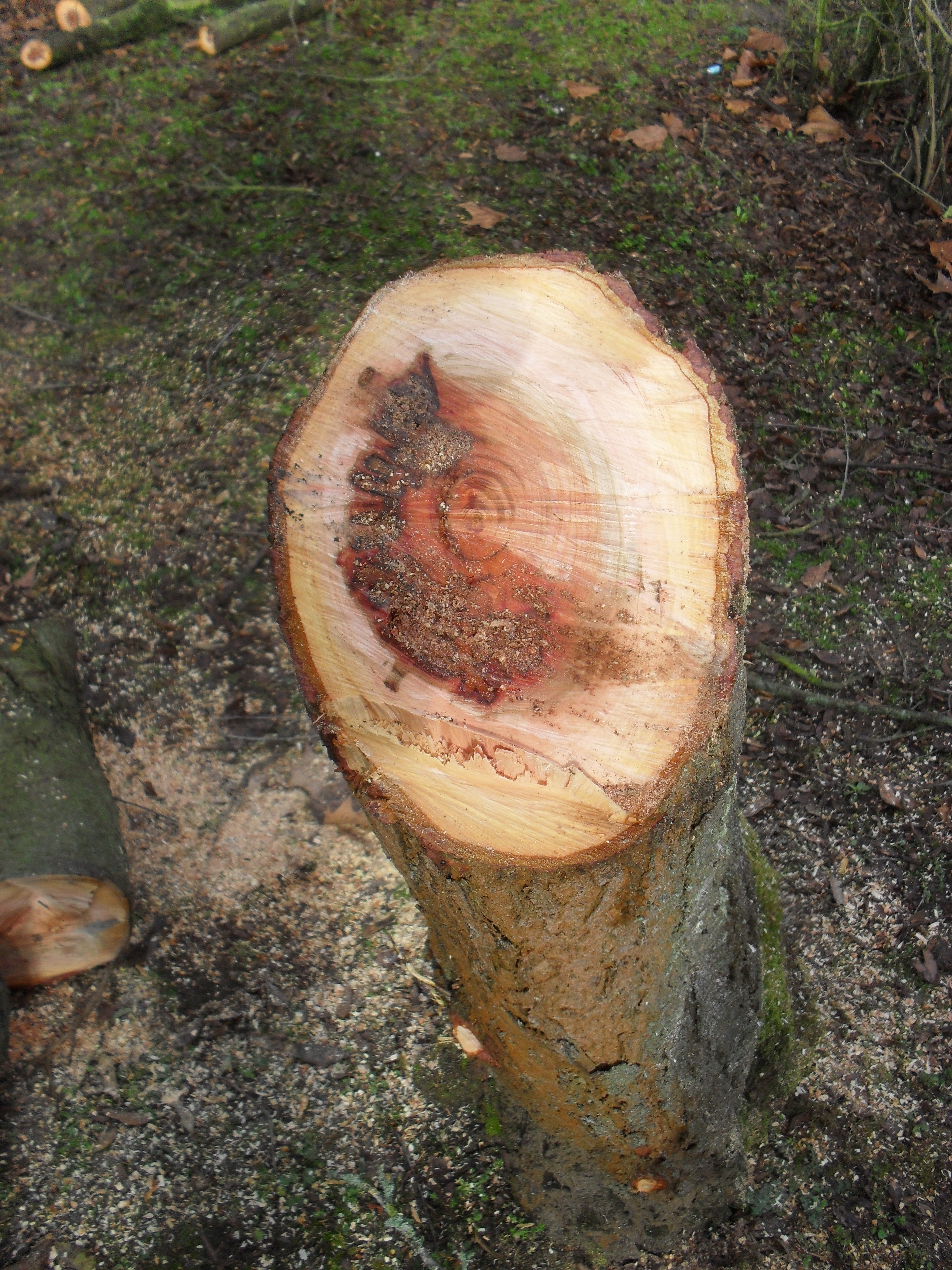
Abgesägter Stamm der Zierkirsche mit beginnender Kernfäule
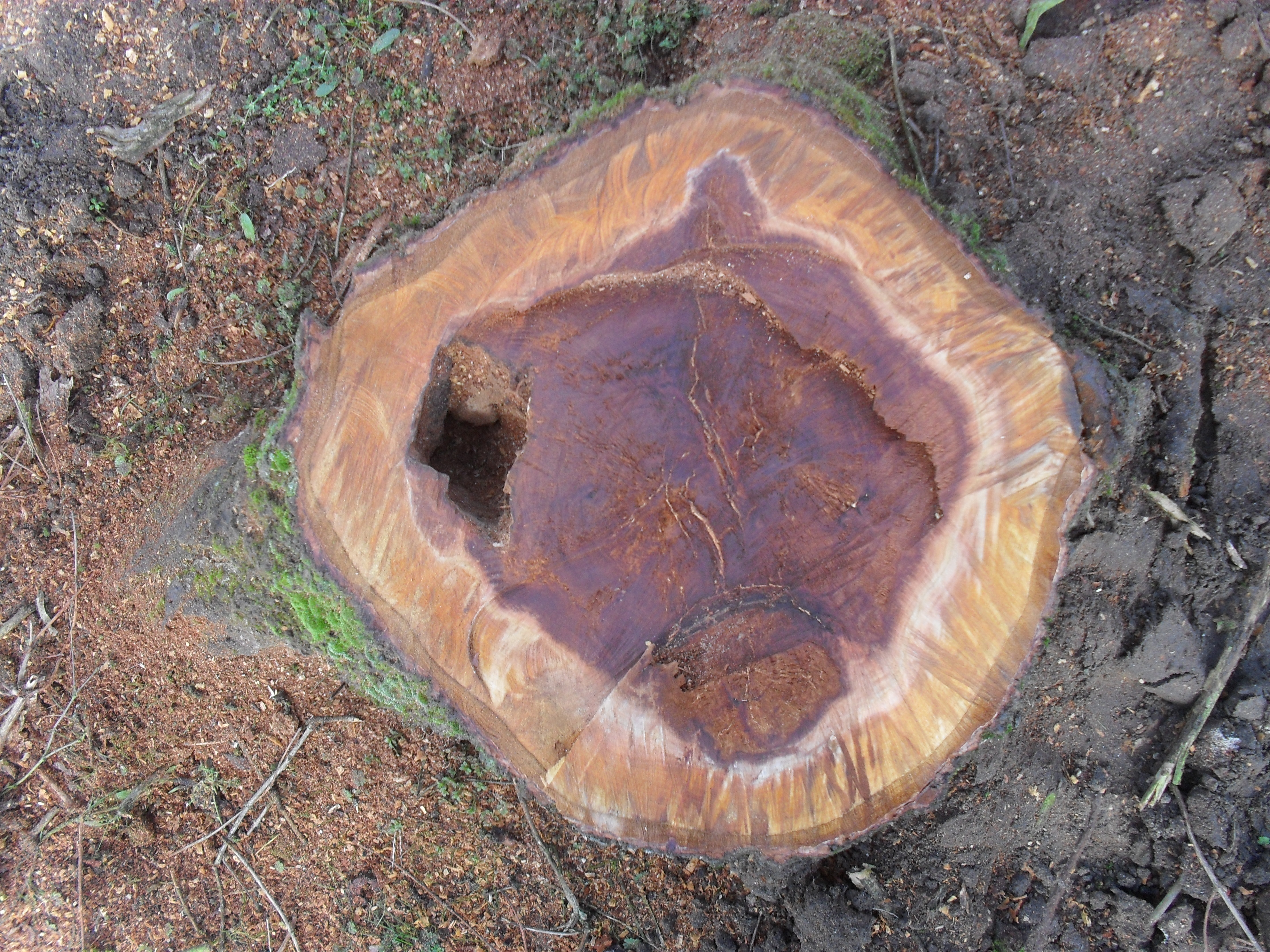
Baumstumpf der frisch abgesägten Zierkirsche mit Kernfäule
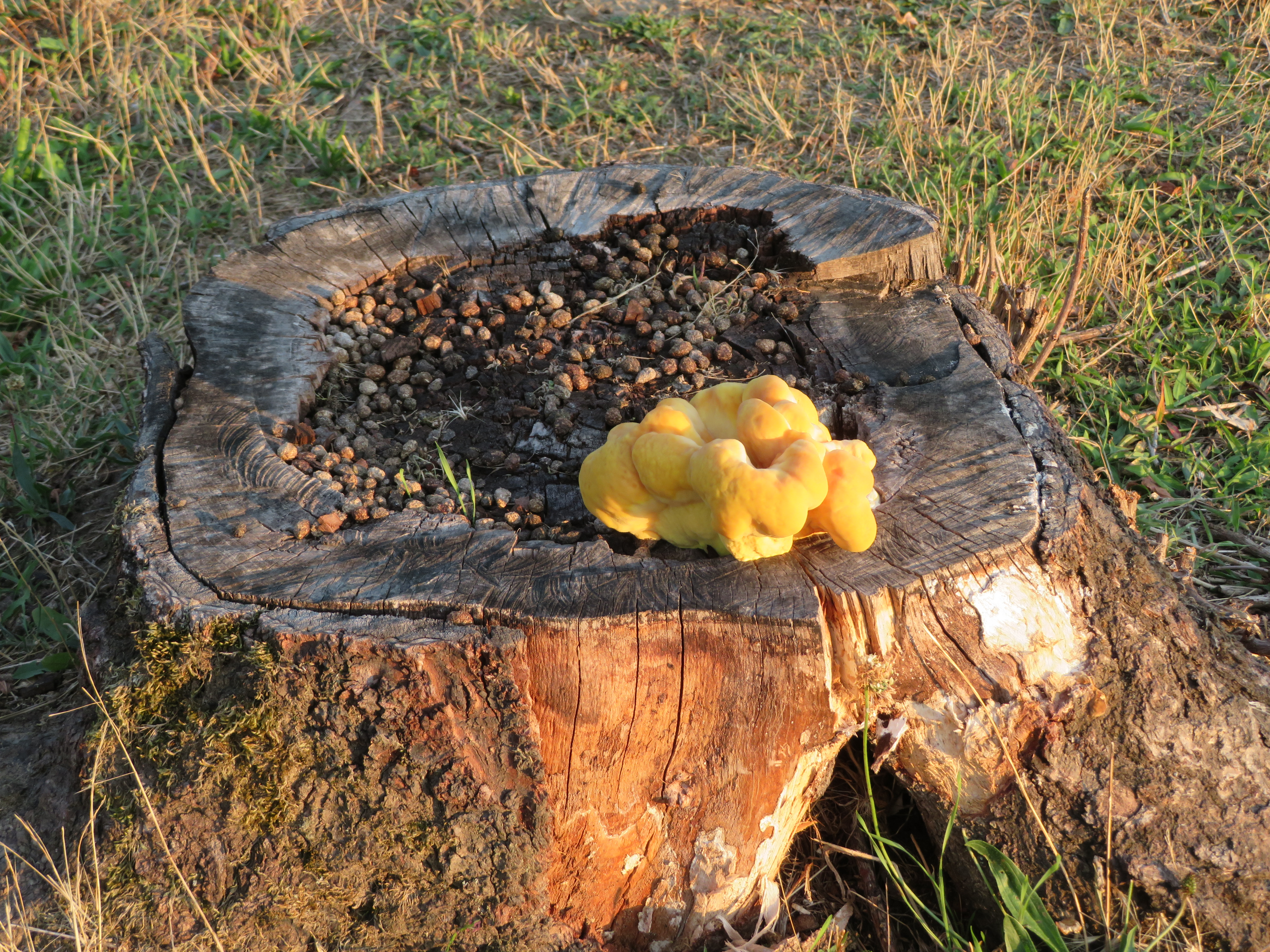
Derselbe Baumstumpf nach drei Jahren mit einem Schwefelporling, der vermutlich die Fäule (mit-)verursacht hatte.
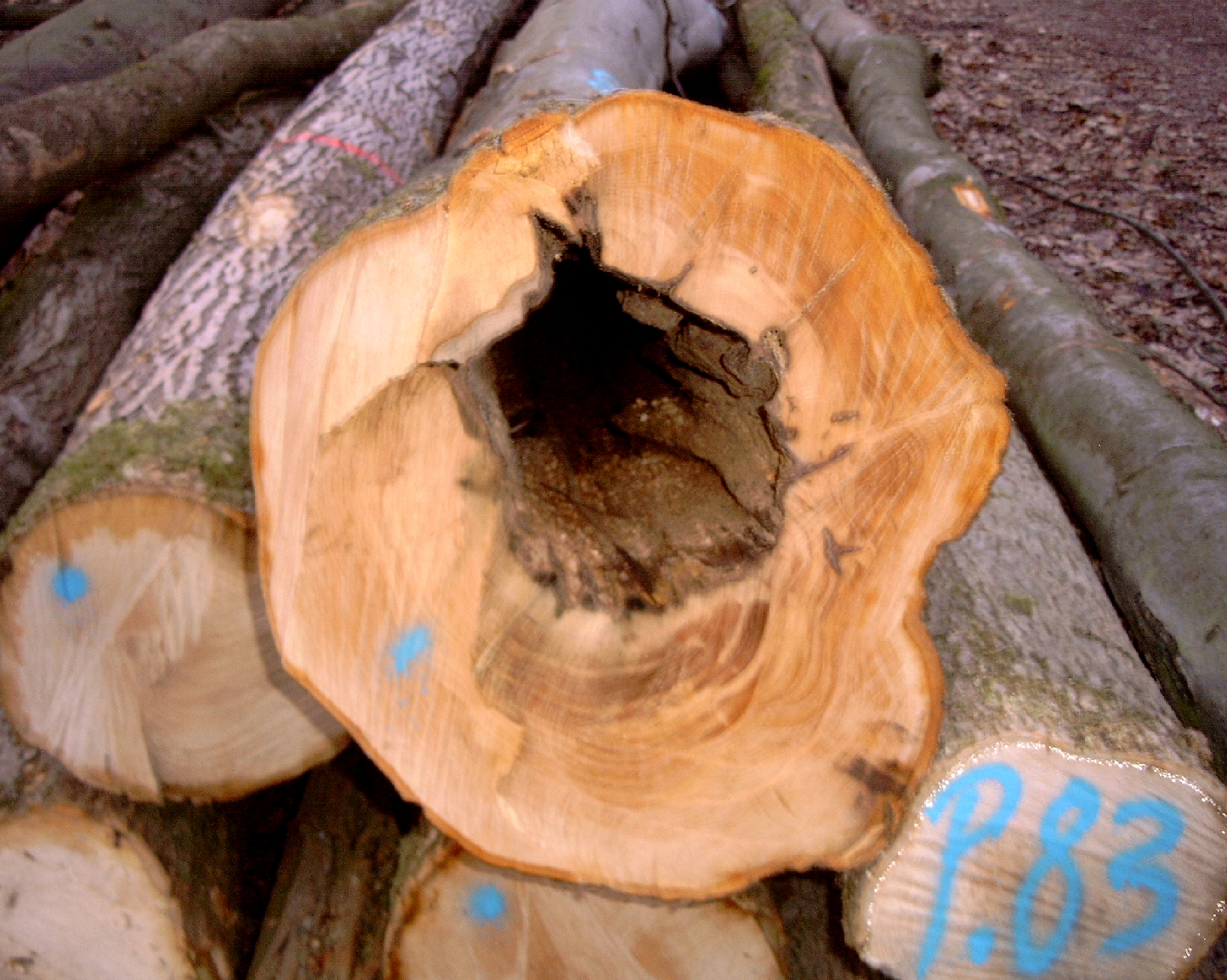
Stammholz mit ausgehöltem Baumkern

## Beispiele für Erreger der Kernfäule
- Daedalea quercina (L.) Pers. (Eichen-Wirrling)
- Neolentinus lepideus (Fr. : Fr.) Redhead & Ginns (Schuppige Sägeblättling)